# Greene Ridge
Greene Ridge ist ein teilweise vereister und 8 km langer Gebirgskamm in der antarktischen Ross Dependency. In der Miller Range erstreckt er sich vom Martin Dome in nördlicher Richtung bis zum Südrand des Argosy-Gletschers.
Das Advisory Committee on Antarctic Names benannte ihn 1966 nach dem US-amerikanischen Ionosphärenforscher Charles R. Greene Jr., der für das United States Antarctic Research Program im Jahr 1958 auf der Amundsen-Scott-Südpolstation tätig war.